# 2024年トマス杯のインドネシア代表チーム
2024年トマス杯のインドネシア代表チーム（Indonesia national badminton team at the Thomas Cup 2024）は、2024年トマス杯におけるインドネシアの代表チーム。

## シングルス
- ジョナタン・クリスティー (世界ランク3位)
6戦6勝
- アンソニー・シニスカ・ギンティン (世界ランク7位)
6戦4勝
- チコ・アウラ・ドゥウィ・ワルドヨ (世界ランク29位)
2戦2勝
- アルウィ・ファルハン (世界ランク64位)
1戦1勝

## ダブルス
- ファジャル・アルフィアン (世界ランク7位)
5戦3勝
- ムハマド・リアン・アルディアント (世界ランク7位)
4戦2勝
- ムハマド・ショヒブル・フィクリ (世界ランク9位)
4戦2勝
- バガス・マウラナ (世界ランク9位)
4戦2勝
- ダニエル・マーティン (世界ランク13位)
3戦3勝
- レオ・ローリー・カルナンド (世界ランク13位)
2戦2勝